# Acrothecium robustum
Acrothecium robustum är en svampart som beskrevs av J.C. Gilman & E.V. Abbott 1927. Acrothecium robustum ingår i släktet Acrothecium, divisionen sporsäcksvampar och riket svampar.   Inga underarter finns listade i Catalogue of Life.